# Eiichiro Oda
Eiichiro Oda (尾田栄一郎 Oda Eiichirō), född 1 januari 1975 i Kumamoto, är en japansk serieskapare. Han skapade mangaserien One Piece som med över 500 miljoner böcker sålda internationellt, är en av världens bäst säljande manga.
När Eiichiro Oda var barn var han intresserad av pirater och vikingar och ville bli mangaka. När han var liten skickade han in en karaktär som heter Pandaman till Yudatemagos klassiska brottningsmanga Kinnikuman. Som 17-åring skickade han in sitt arbete "Wanted!" till tidningen och vann flera priser bl.a. kom han på andra plats i det eftertraktade Tezuka-priset. Tack vare det fick han ett jobb på Weekly Shonen Jump. Först jobbade han som assistent åt Shinobu Kaitanis serie Suizan police gang innan han flyttade till Masaya Tokuhiros Jungle King Tar-chan och Mizu no Tomodachi Kappaman. Han fick en oväntad påverkan på sin konstnärliga stil när han jobbade med Masaya Tokuhiro. Vid 19 års ålder jobbade han som assistent till Nobuhiro Watsuki på Rurouni Kenshin innan han vann priset Hop Step Award för nya författare. Under den här tiden ritade han två korta mangor med pirattema. Dessa kallas Romance Dawn. År 1997 publicerades One Piece i magasinet Shonen Jump. Den har blivit en av Japans största mangaserier. Hans största influens är Akira Toriyama, skaparen av Dragon Ball och Dr. Slump.